# 莲花镇 (临夏县)
莲花镇，是中华人民共和国甘肃省临夏回族自治州临夏县下辖的一个乡镇级行政单位。

## 行政区划
莲花镇下辖以下地区：
莲城村、焦张村、鲁家村、贾家村和曙光村。